# Elise Trouw
Elise Ashlyn Trouw (Newport Beach, California, 27 de abril de 1999) es una cantautora y multiinstrumentista estadounidense.

## Primeros años y educación
De padre sudafricano Arie Trouw y madre neoyorquina Anne, Trouw se mudó a San Diego a una edad temprana. A los seis años aprendió a tocar el piano con la intención de poder tocar " My Immortal " de Evanescence . A los diez años, comenzó a tomar lecciones de batería con el instructor Dave Blackburn en Fallbrook, California, después de tocar la batería falsa en el videojuego Rock Band .
Trouw asistió a The Bishop's School (La Jolla) del 7 al 11 grado y se graduó antes de su último año para seguir su carrera musical. Mientras asistía a Bishop's, también fue seleccionada para ser miembro de la banda de exalumnos del Grammy Camp de la Fundación Grammy, lo que le permitió actuar junto a Sam Hunt en el Club Nokia el 11 de febrero de 2016.

## Carrera
Trouw firmó en noviembre de 2015 con un contrato discográfico de un álbum de Pacific Records de San Diego. En septiembre de 2016, dejó Pacific Records, compró su contrato y retuvo todos los derechos de su música. Para octubre de 2016, había lanzado cuatro sencillos: "X Marks the Spot", "She Talking", "Your Way" y "Burn".
El 24 de febrero de 2017, Trouw lanzó su álbum debut de diez canciones, Unraveling, bajo su propio sello, Goober Records con sede en San Diego. El álbum la presenta en batería, voz, guitarra, piano y bajo; las pistas fueron mezcladas y masterizadas por Alan Sanderson y Christopher Hoffee. Trouw apareció como baterista en el video musical "Soap" de Fox Wilde el 4 de abril de 2017. El 7 de mayo de 2017, Trouw celebró el lanzamiento de su álbum debut y su cumpleaños número 18 en The Loft en la Universidad de California, San Diego.
A fines del 2017 y principios del 2018, lanzó dos videos de mashup en vivo que lograron una cantidad considerable de viralidad en Facebook y YouTube.
Actualmente figura como artista respaldada por Pearl Drums, Paiste Cymbals y Vater Percussion.
¡Trouw apareció en Jimmy Kimmel Live! el 8 de febrero de 2018, después de ser eliminado del episodio del 30 de enero de 2018. Fue la primera artista en aparecer en el escenario circular del vestíbulo del espectáculo, donde interpretó una mezcla de Foo Fighters / Bobby Caldwell, así como la canción "Awake".
En 2019, realizó una gira como acto de apertura con Incubus (banda) del 16 al 27 de octubre.
Para el largometraje de Amazon Prime Sound of Metal, Elise colaboró con Travis Barker para reimaginar Enter Sandman de Metallica.

## Recepción crítica
En 2016, fue catalogada como una de las mejores bandas nuevas de San Diego por SoundDiego y fue nombrada "Artista Revelación" en 2017 por SoundDiego de NBC 7.

## Influencias
Sus influencias incluyen Radiohead, The Police, Adele, John Mayer y Tower of Power.

## Discografía
- Desentrañando (2017)
- Colección 2017-2019 (2020)
- Sesión de estudio en vivo – Little Big Beat Studio (2020)
- Scary Pockets - Lo mejor de 2020 Portada de "Dreams" de Fleetwood Mac (2021)